# Panmesopotamismus
Der Panmesopotamismus beschreibt eine von christlichen Würdenträgern und Intellektuellen initiierte politische Bewegung des Assyrismus, die auf eine ethnisch und kulturell begründete Nationenbildung zielt.
Sie behauptet eine gemeinsame Herkunft von Bevölkerungsteilen vor allem des Irak, des Libanon und Syriens. Diese gründe auf den syro-mesopotamischen Reichen des Altertums: Sumerer, Chaldäer, Babylonier, Assyrer, Aramäer und Phönizier.
Zudem wird eine gemeinsame Kultur angenommen, die aus einer geteilten christlichen Tradition herrührt. Die Bevölkerungsgruppen für die der Panmesopotamismus reklamiert wird, gehören den folgenden Kirchen an:
1. Syrisch-Orthodoxe Kirche von Antiochien und des gesamten Ostens
2. Syrisch-katholische Kirche von Antiochien und des gesamten Ostens
3. Syrisch-Maronitische Kirche von Antiochien
4. Alte heilige apostolische Kirche des Ostens
5. Assyrische Kirche des Ostens
6. Chaldäisch-Katholische Kirche
7. Melkitische Griechisch-katholische Kirche von Antiochien
8. Griechisch-Orthodoxe Kirche von Antiochien
9. diverse evangelische Gemeinden in Syrien, dem Libanon, dem Irak und dem Iran.

Der Panmesopotamismus wendet sich gegen eine Assimilierung dieses Volkes an eine arabisch-muslimische Kultur. In weiterer Perspektive zielt sie auf die Entwicklung einer mesopotamischen Nation.